# سازمان یادگیرنده

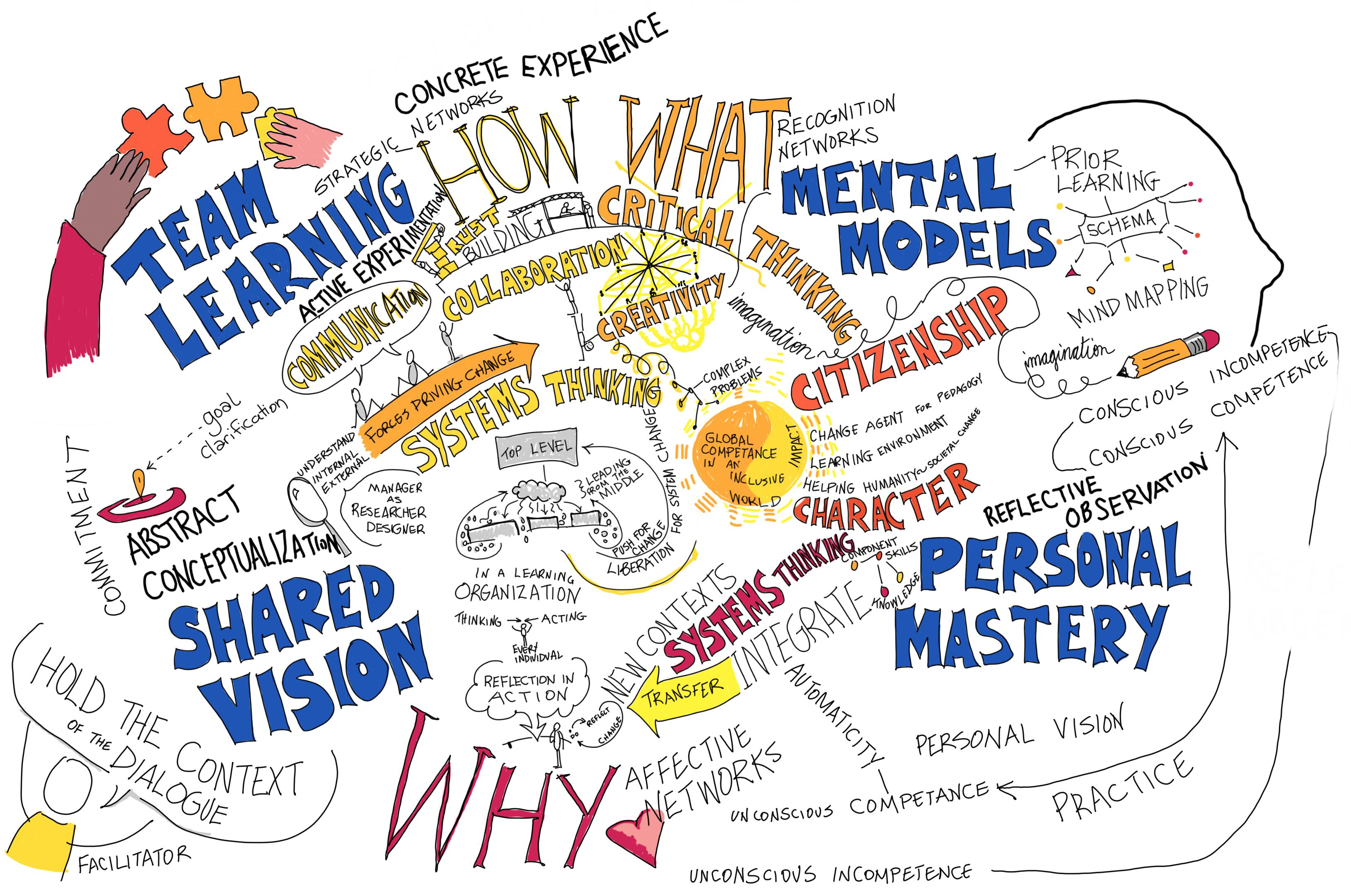
سازمان یادگیرنده - ۲۰۱۸

سازمان یادگیرنده (به انگلیسی: learning organization) شرکتی است که با استفاده از ساختار و استراتژی، امکان یادگیری برای اعضا را فراهم کرده و به‌طور مداوم خودش را متحول می‌کند. این نوع سازمان توانایی ایجاد، کسب و انتقال دانش را دارد. سازمان یادگیرنده رفتارهای خود را طوری تعدیل می‌کند که منعکس‌کننده دیدگاه‌های جدید باشند. دلیل توسعه نوع سازمان‌ها فشارهای وارده بر شرکت‌ها در دنیای مدرن و تلاش آن‌ها برای رقابتی ماندن در فضای کسب و کار است.
در تعریف سیستماتیک، یک سازمان یادگیرنده سازمانی است که با قدرت و به صورت جمعی یادمی‌گیرد. این نوع سازمان دائماً خودش را طوری تغییر می‌دهد تا بتواند به نحو بهتری اطلاعات را جمع‌آوری و از آن استفاده کند. هدف از این کار موفقیت مجموعه سازمانی است.
سازمان یادگیرنده گروهی است که در آن یادگیری، نیاز همیشگی کلیه کارکنان تلقی می‌شود و در آن، ضمن تأکید بر آموختن، چگونه آموختن، جذب و توزیع دانش نو، به خلق، تولید اطلاعات و دانش جدید و مورد نیاز پرداخته می‌شود و تمامی این دانش‌ها در رفتار و عملکرد کارکنان آن سازمان، متجلی می‌گردند.
نظریه‌پرداز اصلی سازمان یادگیرنده، پیتر سنگه می‌باشد. سازمان یادگیرنده از نظر پیتر سنگه، سازمانی است، که با استفاده از افراد، ارزش‌ها و سایر خرده‌سیستم‌ها، با تکیه بر درس‌ها و تجربه‌هایی که به دست می‌آورد، به‌طور پیوسته، عملکرد خود را تغییر می‌دهد و آن را بهبود می‌بخشد.
سه عنصر اصلی در ساختن یک سازمان یادگیرنده معنا، مدیریت و سنجش است. مدیران و محققان برای پی ریزی این نوع سازمان باید نگاه آرمان گرایانه را کنار گذاشته و فعالیت‌های سازمان را مو به مو بسنجند. میزان محتوای ارائه شده به کارکنان و مقدار دریافتی باید پیگیری شود. اولین محتوایی که تمامی کارکنان در همه سطوح باید بیاموزند، نحوه حل مشکل سیستماتیک است. این نوع روش حل مشکل در تمامی سطوح باید یادگیری، تمرین و به کار بسته شود؛ به طوری که تمامی واحدها به‌طور مستقل قادر به انجام و بهره‌گیری از آن باشند.